# Попов, Павел Анатольевич
Па́вел Анато́льевич Попо́в (род. 1 января 1957, Красноярск) — российский военачальник, заместитель Министра обороны Российской Федерации с 7 ноября 2013 года по 17 июня 2024 года, генерал армии (2015).
Начальник Академии гражданской защиты МЧС России (2004—2008), заместитель Министра Российской Федерации по делам гражданской обороны, чрезвычайным ситуациям и ликвидации последствий стихийных бедствий (2008—2013).
С 2020 года в связи с отравлением А. Навального находится под санкциями стран ЕС, а затем Великобритании, США, Канады и других государств.

## Биография
Родился 1 января 1957 года в Красноярске. В 1978 году окончил Алма-Атинское высшее общевойсковое командное училище, после чего служил в Группе советских войск в Германии. В 1986 году был переведён в Дальневосточный военный округ на должность командира мотострелкового батальона.
После окончания в 1990 году Военной академии имени М. В. Фрунзе проходил службу на должностях начальника штаба — заместителя командира полка гражданской обороны Среднеазиатского военного округа (1990—1993), командира 493-го отдельного механизированного полка гражданской обороны (1993—1996), первого заместителя начальника Восточно-Сибирского регионального центра МЧС России.
В 1996 году был назначен начальником Восточно-Сибирского регионального центра МЧС России, а в 1999 году — начальником Сибирского регионального центра МЧС России. На данных должностях непосредственно руководил аварийно-спасательными работами на месте катастрофы аэробуса А-310 в районе города Междуреченска Кемеровской области (23 марта 1994 года), ликвидацией последствий землетрясения на Курильских островах (1994), авиакатастрофы транспортного самолёта Ил-76 в пригороде города Абакан (1996). Под его руководством осуществлялись доставка гуманитарных грузов и строительных материалов в пострадавший от наводнения город Ленск (2001), тушение крупных лесных пожаров в Читинской области (2003), ликвидация последствий землетрясения в Республике Алтай (2003) и других чрезвычайных ситуаций.
12 июня 2004 года Указом Президента Российской Федерации № 751 было присвоено воинское звание генерал-полковника.
В 2004 году был назначен начальником Академии гражданской защиты МЧС России и находился на этой должности до 2008 года.
С 2008 по 2013 год занимал должность заместителя Министра Российской Федерации по делам гражданской обороны, чрезвычайным ситуациям и ликвидации последствий стихийных бедствий.
Согласно декларации о доходах, в 2012 году заработал более 5,2 миллиона рублей.
В 2013 году переведён на службу в Министерство обороны Российской Федерации и назначен помощником Министра. 31 июля 2013 года Министр обороны Российской Федерации Сергей Шойгу на выездном заседании коллегии Минобороны России объявил, что Попов будет курировать вопросы создания Национального центра управления обороной Российской Федерации.
Указом Президента Российской Федерации от 7 ноября 2013 года назначен заместителем Министра обороны Российской Федерации. Также в связи с этим по должности вошёл в состав коллегии Минобороны России.
В подчинении Попова находились Главное управление научно-исследовательской деятельности и технологического сопровождения передовых технологий (инновационных исследований) Минобороны России, Главное управление развития информационных и телекоммуникационных технологий Минобороны России и Главный научно-исследовательский испытательный центр робототехники Минобороны России.
Один из разработчиков Концепции многоуровневой системы постоянно действующих Центров управления обороной России.
Указом Президента Российской Федерации от 11 декабря 2015 года присвоено воинское звание генерала армии.
17 июня 2024 года Указом Президента России освобождён от должности заместителя Министра обороны Российской Федерации и уволен с военной службы.

## Уголовное преследование
29 августа 2024 года Следственный комитет Российской Федерации заявил о возбуждении уголовного дела в отношении Попова и его задержании. Он подозревается в совершении преступления, предусмотренного ч. 4 ст. 159 УК РФ (мошенничество). В тот же день арестован военным судом и помещён в СИЗО «Бутырка». По данным следствия, отвечая за обслуживание парка «Патриот», Попов принуждал бизнес, работавший с данным парком, бесплатно ремонтировать своё личное жилье. Павел Попов стал третьим заместителем Сергея Шойгу, против которого возбуждено уголовное дело, после снятия последнего с должности министра обороны России.
Обвинение предусматривает наказание до 10 лет лишения свободы. Попов свою вину не признает, однако некоторые фигуранты дела сотрудничают со следствием.

## Санкции
15 октября 2020 года против Попова введены санкции Европейского союза в связи с отравлением Алексея Навального. Санкции предусматривают запрет на въезд в ЕС и финансовые операции, а также замораживание активов.
С 2 марта 2021 года находится под санкциями Соединённых Штатов Америки, с 21 марта 2021 года — Канады, с 25 февраля 2022 года — Австралии, 
с 15 марта 2022 года — Великобритании, с 3 мая 2022 года — Новой Зеландии и с 19 октября 2022 года — Украины.

## Награды
- Орден «За заслуги перед Отечеством» IV степени
- Орден Александра Невского
- Орден «За военные заслуги»
- Орден Почёта
- Орден Дружбы
- Орден «За службу Родине в Вооружённых Силах СССР» III степени
- Медаль ордена «За заслуги перед Отечеством» II степени
- Лауреат Государственной премии Российской Федерации имени Маршала Советского Союза Г. К. Жукова в области военной науки (2015)[8]
- Медали СССР
- Медали Российской Федерации